# Fosfatidilholin 12-monooksigenaza
Fosfatidilholin 12-monooksigenaza (EC 1.14.13.26, ricinoleinska kiselina sintaza, oleatna Delta12-hidroksilaza, oleatna Delta12-monooksigenaza) je enzim sa sistematskim imenom 1-acil-2-oleoil-sn-glicero-3-fosfoholin,NADH:kiseonik oksidoreduktaza (12-hidroksilacija). Ovaj enzim katalizuje sledeću hemijsku reakciju
1-acil-2-oleoil--glicero-3-fosfoholin + NADH + H+ + O2 {\displaystyle \rightleftharpoons } 1-acil-2-[(S)-12-hidroksioleoil]--glicero-3-fosfoholin + + + 2O

## Literatura
- Nicholas C. Price; Lewis Stevens (1999). Fundamentals of Enzymology: The Cell and Molecular Biology of Catalytic Proteins (Third изд.). USA: Oxford University Press. ISBN 019850229X.
- Eric J. Toone (2006). Advances in Enzymology and Related Areas of Molecular Biology, Protein Evolution (Volume 75 изд.). Wiley-Interscience. ISBN 0471205036.
- Branden C; Tooze J. Introduction to Protein Structure. New York, NY: Garland Publishing. ISBN 0-8153-2305-0.
- Irwin H. Segel. Enzyme Kinetics: Behavior and Analysis of Rapid Equilibrium and Steady-State Enzyme Systems (Book 44 изд.). Wiley Classics Library. ISBN 0471303097.

## Spoljašnje veze
- Phosphatidylcholine+12-monooxygenase на 